# Mikael Lustig
Carl Mikael Lustig (Umeå, 13 december 1986) is een Zweeds voetballer die doorgaans als rechtsback speelt. Hij verruilde Celtic in juni 2019 voor KAA Gent. Hij verruilde KAA Gent in augustus 2020 voor AIK Fotboll. Lustig debuteerde in 2008 in het Zweeds voetbalelftal.

## Clubcarrière
Lustig begon zijn carrière bij Sandåkerns SK vooraleer hij bij Umeå FC ging spelen. In juli 2005 trok hij GIF Sundsvall waar hij in drie seizoenen 81 competitiewedstrijden zou spelen. In augustus 2008 verliet hij die club voor het Noorse Rosenborg BK. In vier seizoenen maakte Lustig 14 doelpunten in 95 competitiewedstrijden voor Rosenborg. In januari 2012 vertrok hij transfervrij naar Celtic FC. Op 3 maart 2012 debuteerde hij voor Celtic in de competitiewedstrijd tegen Aberdeen. Op 1 september 2012 maakte Lustig zijn eerste doelpunt voor The Hoops tegen Hibernian. In diezelfde wedstrijd scoorde hij nogmaals, maar dat doelpunt werd achteraf toegekend als eigen doelpunt. Lustig speelde op 15 augustus 2015 zijn vijftigste competitiewedstrijd voor Celtic, een thuisduel tegen Inverness Caledonian Thistle (4–2 winst).
Na het seizoen 2018/19 was Lustig einde contract bij Celtic. Op 21 juni 2019 ondertekende hij een contract voor drie seizoenen bij KAA Gent. Lustig speelde in zijn debuutseizoen dertig wedstrijden voor Gent, maar kon er nooit echt imponeren. Na zijn eerste contractjaar liet de club hem dan ook transfervrij vertrekken naar AIK Fotboll.

## Clubstatistieken
| Seizoen         | Club            | Competitie      | Competitie | Competitie | Beker | Beker | Internationaal | Internationaal | Totaal | Totaal |
| Seizoen         | Club            | Competitie      | Wed.       | Dlp.       | Wed.  | Dlp.  | Wed.           | Dlp.           | Wed.   | Dlp.   |
| --------------- | --------------- | --------------- | ---------- | ---------- | ----- | ----- | -------------- | -------------- | ------ | ------ |
| 2005            | GIF Sundsvall   | Allsvenskan     | 8          | 2          | 0     | 0     | –              | –              | 8      | 2      |
| 2006            | GIF Sundsvall   | Superettan      | 28         | 3          | 2     | 1     | –              | –              | 30     | 4      |
| 2007            | GIF Sundsvall   | Superettan      | 29         | 2          | 2     | 1     | –              | –              | 31     | 3      |
| 2008            | GIF Sundsvall   | Allsvenskan     | 16         | 1          | 1     | 0     | –              | –              | 17     | 1      |
| Club totaal     | Club totaal     | Club totaal     | 81         | 8          | 5     | 2     | 0              | 0              | 86     | 10     |
| 2008            | Rosenborg BK    | Tippeligaen     | 11         | 1          | 0     | 0     | 8              | 0              | 19     | 1      |
| 2009            | Rosenborg BK    | Tippeligaen     | 25         | 4          | 3     | 0     | 3              | 1              | 31     | 5      |
| 2010            | Rosenborg BK    | Tippeligaen     | 29         | 4          | 5     | 2     | 12             | 1              | 46     | 7      |
| 2011            | Rosenborg BK    | Tippeligaen     | 30         | 5          | 4     | 2     | 6              | 1              | 40     | 8      |
| Club totaal     | Club totaal     | Club totaal     | 95         | 14         | 12    | 4     | 29             | 3              | 136    | 21     |
| 2011/12         | Celtic          | Premier League  | 4          | 0          | 1     | 0     | –              | –              | 5      | 0      |
| 2012/13         | Celtic          | Premier League  | 23         | 3          | 7     | 0     | 9              | 0              | 39     | 3      |
| 2013/14         | Celtic          | Premiership     | 16         | 0          | 2     | 1     | 12             | 1              | 30     | 2      |
| 2014/15         | Celtic          | Premiership     | 5          | 2          | 3     | 0     | 8              | 0              | 16     | 2      |
| 2015/16         | Celtic          | Premiership     | 30         | 4          | 5     | 0     | 11             | 1              | 46     | 5      |
| 2016/17         | Celtic          | Premiership     | 29         | 1          | 9     | 2     | 11             | 1              | 49     | 4      |
| 2017/18         | Celtic          | Premiership     | 26         | 1          | 7     | 2     | 14             | 0              | 47     | 3      |
| 2018/19         | Celtic          | Premiership     | 27         | 2          | 6     | 0     | 11             | 0              | 44     | 2      |
| Club totaal     | Club totaal     | Club totaal     | 160        | 13         | 40    | 5     | 76             | 3              | 276    | 21     |
| 2019/20         | KAA Gent        | Eerste klasse   | 16         | 0          | 1     | 0     | 13             | 0              | 30     | 0      |
| Club totaal     | Club totaal     | Club totaal     | 16         | 0          | 1     | 0     | 13             | 0              | 30     | 0      |
| 2020            | AIK Fotboll     | Allsvenskan     | 0          | 0          | 0     | 0     | –              | –              | 0      | 0      |
| Club totaal     | Club totaal     | Club totaal     | 0          | 0          | 0     | 0     | 0              | 0              | 0      | 0      |
| Carrière totaal | Carrière totaal | Carrière totaal | 352        | 35         | 58    | 11    | 122            | 6              | 532    | 52     |

Bijgewerkt op 20 februari 2020.

## Interlandcarrière

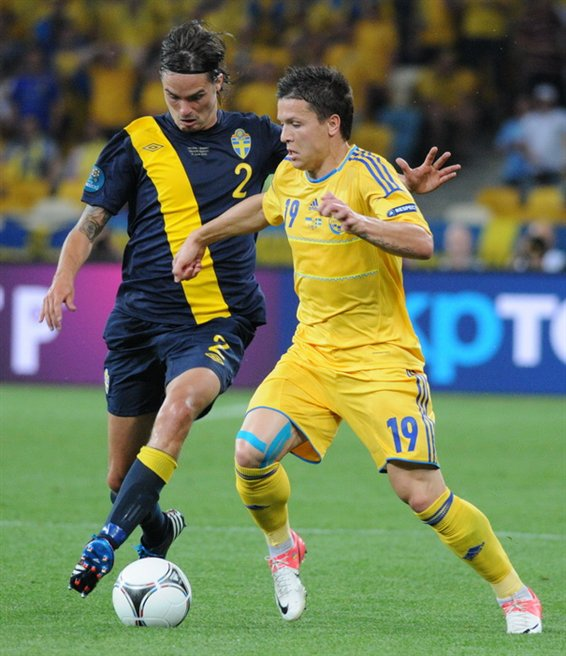
Lustig (links) met Jevhen Konopljanka tijdens het EK 2012.

Lustig maakte op 19 januari 2008 zijn debuut in het Zweeds voetbalelftal in een vriendschappelijke wedstrijd tegen de Verenigde Staten. Hij maakte zijn eerste interlanddoelpunt op 29 maart 2011 in een EK-kwalificatiewedstrijd tegen Moldavië: na een halfuur opende hij de score, waarna Sebastian Larsson in de 82ste minuut de wedstrijd besliste in Zweeds voordeel (eindstand 2–1). Lustig nam met Zweden deel aan het Europees kampioenschap voetbal 2012 in Polen en Oekraïne. Hij speelde mee in de groepswedstrijden tegen Oekraïne (2–1 verlies) en Engeland (3–2 verlies). Op 16 oktober 2012 was Lustig voor de tweede maal trefzeker voor Zweden in een WK-kwalificatiewedstrijd tegen Duitsland in Berlijn. De wedstrijd eindigde in een 4–4 gelijkspel. Lustig speelde mee in alle kwalificatiewedstrijden voor het WK 2014, waaronder de verloren play-off in november 2013 tegen Portugal. Op 11 mei 2016 werd Lustig door bondscoach Erik Hamrén opgenomen in de Zweedse selectie voor het Europees kampioenschap voetbal 2016 in Frankrijk. Zweden werd uitgeschakeld in de groepsfase na nederlagen tegen Italië (0–1) en België (0–1) en een gelijkspel tegen Ierland (1–1).
| Interlands van Mikael Lustig voor Zweden | Interlands van Mikael Lustig voor Zweden | Interlands van Mikael Lustig voor Zweden | Interlands van Mikael Lustig voor Zweden | Interlands van Mikael Lustig voor Zweden | Interlands van Mikael Lustig voor Zweden |
| №                                        | Datum                                    | Wedstrijd                                | Uitslag                                  | Competitie                               | Goals                                    |
| Als speler bij GIF Sundsvall             | Als speler bij GIF Sundsvall             | Als speler bij GIF Sundsvall             | Als speler bij GIF Sundsvall             | Als speler bij GIF Sundsvall             | Als speler bij GIF Sundsvall             |
| ---------------------------------------- | ---------------------------------------- | ---------------------------------------- | ---------------------------------------- | ---------------------------------------- | ---------------------------------------- |
| 1.                                       | 19 januari 2008                          | Verenigde Staten – Zweden                | 2 – 0                                    | Vriendschappelijk                        |                                          |
| Als speler bij Rosenborg BK              |                                          |                                          |                                          |                                          |                                          |
| 2.                                       | 18 november 2009                         | Italië – Zweden                          | 1 – 0                                    | Vriendschappelijk                        |                                          |
| 3.                                       | 20 januari 2010                          | Oman – Zweden                            | 0 – 1                                    | Vriendschappelijk                        |                                          |
| 4.                                       | 23 januari 2010                          | Syrië – Zweden                           | 1 – 1                                    | Vriendschappelijk                        |                                          |
| 5.                                       | 3 maart 2010                             | Wales – Zweden                           | 0 – 1                                    | Vriendschappelijk                        |                                          |
| 6.                                       | 29 mei 2010                              | Zweden – Bosnië en Herzegovina           | 4 – 2                                    | Vriendschappelijk                        |                                          |
| 7.                                       | 2 juni 2010                              | Wit-Rusland – Zweden                     | 0 – 1                                    | Vriendschappelijk                        |                                          |
| 8.                                       | 11 augustus 2010                         | Zweden – Schotland                       | 3 – 0                                    | Vriendschappelijk                        |                                          |
| 9.                                       | 3 september 2010                         | Zweden – Hongarije                       | 2 – 0                                    | Kwalificatie EK 2012                     |                                          |
| 10.                                      | 7 september 2010                         | Zweden – San Marino                      | 6 – 0                                    | Kwalificatie EK 2012                     |                                          |
| 11.                                      | 12 oktober 2010                          | Nederland – Zweden                       | 4 – 1                                    | Kwalificatie EK 2012                     |                                          |
| 12.                                      | 17 november 2010                         | Zweden – Duitsland                       | 0 – 0                                    | Vriendschappelijk                        |                                          |
| 13.                                      | 9 februari 2011                          | Zweden – Oekraïne                        | 1 – 1                                    | Vriendschappelijk                        |                                          |
| 14.                                      | 29 maart 2011                            | Zweden – Moldavië                        | 2 – 1                                    | Kwalificatie EK 2012                     | 30'                                      |
| 15.                                      | 3 juni 2011                              | Moldavië – Zweden                        | 1 – 4                                    | Kwalificatie EK 2012                     |                                          |
| 16.                                      | 7 juni 2011                              | Zweden – Finland                         | 5 – 0                                    | Kwalificatie EK 2012                     |                                          |
| 17.                                      | 10 augustus 2011                         | Oekraïne – Zweden                        | 0 – 1                                    | Vriendschappelijk                        |                                          |
| 18.                                      | 2 september 2011                         | Hongarije – Zweden                       | 2 – 1                                    | Kwalificatie EK 2012                     |                                          |
| 19.                                      | 6 september 2011                         | San Marino – Zweden                      | 0 – 5                                    | Kwalificatie EK 2012                     |                                          |
| 20.                                      | 7 oktober 2011                           | Finland – Zweden                         | 1 – 2                                    | Kwalificatie EK 2012                     |                                          |
| 21.                                      | 11 oktober 2011                          | Zweden – Nederland                       | 3 – 2                                    | Kwalificatie EK 2012                     |                                          |
| 22.                                      | 11 november 2011                         | Denemarken – Zweden                      | 2 – 0                                    | Vriendschappelijk                        |                                          |
| 23.                                      | 15 november 2011                         | Engeland – Zweden                        | 1 – 0                                    | Vriendschappelijk                        |                                          |
| Als speler bij Celtic                    |                                          |                                          |                                          |                                          |                                          |
| 24.                                      | 5 juni 2012                              | Zweden – Servië                          | 2 – 1                                    | Vriendschappelijk                        |                                          |
| 25.                                      | 11 juni 2012                             | Oekraïne – Zweden                        | 2 – 1                                    | EK 2012                                  |                                          |
| 26.                                      | 15 juni 2012                             | Engeland – Zweden                        | 3 – 2                                    | EK 2012                                  |                                          |
| 27.                                      | 6 september 2012                         | Zweden – China                           | 1 – 0                                    | Vriendschappelijk                        |                                          |
| 28.                                      | 11 september 2012                        | Zweden – Kazachstan                      | 2 – 0                                    | Kwalificatie WK 2014                     |                                          |
| 29.                                      | 12 oktober 2012                          | Faeröer – Zweden                         | 1 – 2                                    | Kwalificatie WK 2014                     |                                          |
| 30.                                      | 16 oktober 2012                          | Duitsland – Zweden                       | 4 – 4                                    | Kwalificatie WK 2014                     | 64'                                      |
| 31.                                      | 14 november 2012                         | Zweden – Engeland                        | 4 – 2                                    | Vriendschappelijk                        |                                          |
| 32.                                      | 6 februari 2013                          | Zweden – Argentinië                      | 2 – 3                                    | Vriendschappelijk                        |                                          |
| 33.                                      | 22 maart 2013                            | Zweden – Ierland                         | 0 – 0                                    | Kwalificatie WK 2014                     |                                          |
| 34.                                      | 3 juni 2013                              | Zweden – Macedonië                       | 1 – 0                                    | Vriendschappelijk                        |                                          |
| 35.                                      | 7 juni 2013                              | Oostenrijk – Zweden                      | 2 – 1                                    | Kwalificatie WK 2014                     |                                          |
| 36.                                      | 11 juni 2013                             | Zweden – Faeröer                         | 2 – 0                                    | Kwalificatie WK 2014                     |                                          |
| 37.                                      | 14 augustus 2013                         | Zweden – Noorwegen                       | 4 – 2                                    | Vriendschappelijk                        |                                          |
| 38.                                      | 6 september 2013                         | Ierland – Zweden                         | 1 – 2                                    | Kwalificatie WK 2014                     |                                          |
| 39.                                      | 11 oktober 2013                          | Zweden – Oostenrijk                      | 2 – 1                                    | Kwalificatie WK 2014                     |                                          |
| 40.                                      | 15 november 2013                         | Portugal – Zweden                        | 1 – 0                                    | Kwalificatie WK 2014                     |                                          |
| 41.                                      | 19 november 2013                         | Zweden – Portugal                        | 2 – 3                                    | Kwalificatie WK 2014                     |                                          |
| 42.                                      | 28 mei 2014                              | Denemarken – Zweden                      | 1 – 0                                    | Vriendschappelijk                        |                                          |
| 43.                                      | 1 juni 2014                              | Zweden – België                          | 0 – 2                                    | Vriendschappelijk                        |                                          |
| 44.                                      | 15 november 2014                         | Montenegro – Zweden                      | 1 – 1                                    | Kwalificatie EK 2016                     |                                          |
| 45.                                      | 9 oktober 2015                           | Liechtenstein – Zweden                   | 0 – 2                                    | Kwalificatie EK 2016                     |                                          |
| 46.                                      | 12 oktober 2015                          | Zweden – Moldavië                        | 2 – 0                                    | Kwalificatie EK 2016                     |                                          |
| 47.                                      | 14 november 2015                         | Zweden – Denemarken                      | 2 – 1                                    | Kwalificatie EK 2016                     |                                          |
| 48.                                      | 17 november 2015                         | Denemarken – Zweden                      | 2 – 2                                    | Kwalificatie EK 2016                     |                                          |
| 49.                                      | 24 maart 2016                            | Turkije – Zweden                         | 2 – 1                                    | Vriendschappelijk                        |                                          |
| 50.                                      | 29 maart 2016                            | Zweden – Tsjechië                        | 1 – 1                                    | Vriendschappelijk                        |                                          |
| 51.                                      | 30 mei 2016                              | Zweden – Slovenië                        | 0 – 0                                    | Vriendschappelijk                        |                                          |
| 52.                                      | 5 juni 2016                              | Zweden – Wales                           | 3 – 0                                    | Vriendschappelijk                        | 57'                                      |
| 53.                                      | 13 juni 2016                             | Zweden – Ierland                         | 1 – 1                                    | EK 2016                                  |                                          |
| 54.                                      | 6 september 2016                         | Zweden – Nederland                       | 1 – 1                                    | Kwalificatie WK 2018                     |                                          |
| 55.                                      | 7 oktober 2016                           | Luxemburg – Zweden                       | 0 – 1                                    | Kwalificatie WK 2018                     | 58'                                      |
| 56.                                      | 25 maart 2017                            | Zweden – Wit-Rusland                     | 4 – 0                                    | Kwalificatie WK 2018                     |                                          |
| 57.                                      | 28 maart 2017                            | Portugal – Zweden                        | 2 – 3                                    | Vriendschappelijk                        |                                          |
| 58.                                      | 9 juni 2017                              | Zweden – Frankrijk                       | 2 – 1                                    | Kwalificatie WK 2018                     |                                          |
| 59.                                      | 31 augustus 2017                         | Bulgarije – Zweden                       | 3 – 2                                    | Kwalificatie WK 2018                     | 29'                                      |
| 60.                                      | 3 september 2017                         | Wit-Rusland – Zweden                     | 0 – 4                                    | Kwalificatie WK 2018                     |                                          |
| 61.                                      | 7 oktober 2017                           | Zweden – Luxemburg                       | 8 – 0                                    | Kwalificatie WK 2018                     | 60'                                      |
| 62.                                      | 10 oktober 2017                          | Nederland – Zweden                       | 2 – 0                                    | Kwalificatie WK 2018                     |                                          |
| 63.                                      | 10 oktober 2017                          | Zweden – Italië                          | 0 – 0                                    | Kwalificatie WK 2018                     |                                          |
| 64.                                      | 24 maart 2018                            | Zweden – Chili                           | 1 – 2                                    | Vriendschappelijk                        |                                          |
| 65.                                      | 2 juni 2018                              | Zweden – Denemarken                      | 0 – 0                                    | Vriendschappelijk                        |                                          |
| 66.                                      | 9 juni 2018                              | Zweden – Peru                            | 0 – 0                                    | Vriendschappelijk                        |                                          |
| 67.                                      | 18 juni 2018                             | Zweden – Zuid-Korea                      | 1 – 0                                    | WK 2018                                  |                                          |
| 68.                                      | 23 juni 2018                             | Duitsland – Zweden                       | 2 – 1                                    | WK 2018                                  |                                          |
| 69.                                      | 27 juni 2018                             | Mexico – Zweden                          | 0 – 3                                    | WK 2018                                  |                                          |
| 70.                                      | 3 juli 2018                              | Zweden – Zwitserland                     | 1 – 0                                    | WK 2018                                  |                                          |
| 71.                                      | 10 september 2018                        | Zweden – Turkije                         | 2 – 3                                    | UEFA Nations League Divisie B            |                                          |
| 72.                                      | 11 oktober 2018                          | Rusland – Zweden                         | 0 – 0                                    | UEFA Nations League Divisie B            |                                          |
| 73.                                      | 11 oktober 2018                          | Turkije – Zweden                         | 0 – 1                                    | UEFA Nations League Divisie B            |                                          |
| 74.                                      | 11 oktober 2018                          | Zweden – Rusland                         | 2 – 0                                    | UEFA Nations League Divisie B            |                                          |
| 75.                                      | 23 maart 2019                            | Zweden – Roemenië                        | 2 – 1                                    | Kwalificatie EK 2020                     |                                          |
| 76.                                      | 7 juni 2019                              | Zweden – Malta                           | 3 – 0                                    | Kwalificatie EK 2020                     |                                          |
| 77.                                      | 10 juni 2019                             | Spanje – Zweden                          | 3 – 0                                    | Kwalificatie EK 2020                     |                                          |
| Als speler bij AA Gent                   |                                          |                                          |                                          |                                          |                                          |
| 78.                                      | 5 september 2019                         | Faeröer – Zweden                         | 0 – 4                                    | Kwalificatie EK 2020                     |                                          |
| 79.                                      | 8 september 2019                         | Zweden – Noorwegen                       | 1 – 1                                    | Kwalificatie EK 2020                     |                                          |
| 80.                                      | 12 oktober 2019                          | Malta – Zweden                           | 0 – 4                                    | Kwalificatie EK 2020                     |                                          |
| 81.                                      | 15 oktober 2019                          | Zweden – Spanje                          | 1 – 1                                    | Kwalificatie EK 2020                     |                                          |
| 82.                                      | 15 november 2019                         | Roemenië – Zweden                        | 0 – 2                                    | Kwalificatie EK 2020                     |                                          |

## Erelijst
Rosenborg BK
- Landskampioen

2009, 2010
 Celtic FC
- Landskampioen

2011/12, 2012/13, 2013/14, 2014/15, 2015/16, 2016/17, 2017/18, 2018/19
- Scottish Cup

2012/13, 2016/17, 2017/18, 2018/19
- Scottish League Cup

2014/15, 2016/17, 2017/18, 2018/19